# San Andrés Jaltenco
San Andrés Jaltenco (Xaltenco, en náhuatl) es una población mexicana y cabecera municipal de Jaltenco; esta localidad ubicada al norte del estado de México, tiene una población de 7,546 habitantes.